# Hrabě Monte Cristo
Hrabě Monte Cristo (v češtině psaný i Christo, ve francouzském originále Le comte de Monte-Cristo) je po Třech mušketýrech druhý nejznámější historicko-dobrodružný román francouzského spisovatele Alexandra Dumase staršího. Poprvé byl vydán v letech 1844 až 1845. I tento román napsal Dumas (stejně jako většinu svých nejznámějších děl) ve spolupráci s profesorem historie Augustem Maquetem.
Do češtiny román naposledy celý přeložili Milena Tomášková a Jan Vladislav roku 1957. Již předtím existovalo několik překladů starších; první z nich vznikl po roce 1861.

## Děj románu
Děj románu se odehrává na pozadí společenských poměrů ve Francii v bouřlivém období od pádu císaře Napoleona a návratu Bourbonů na francouzský trůn roku 1815 až do červencové revoluce roku 1830. Jeho ústředním námětem je příběh Edmonda Dantèse, lodního důstojníka na obchodní lodi Faraón, patřící marseilleskému rejdaři Pierru Morrelovi. Kapitán Faraóna během plavby zemřel na zápal plic a Dantès mu slíbil, že navštíví ostrov Elba. Na ostrově se setkal s Napoleonem a dostal od něj dopis pro Noirtiera; o dopisu se nesměl nikomu zmínit. Edmond Dantès měl před svatbou s dívkou Mercedes a měl se stát kapitánem na lodi Faraón. Stal se tak terčem závisti lodního účetního jménem Danglars. Ten se spojil s mladým Kataláncem Fernandem Mondegem, kterému se zase líbila Mercedes, a společně napsali udavačský anonymní dopis, ve kterém označili Dantèse za bonapartistu. Edmond byl v den svých zásnub zatčen a vyslýchán návladním Villefortem. Ten byl zprvu vstřícný, ale jakmile uslyšel jméno Noirtier, nechal Edmonda odvést do pevnosti If. Pan Noirtier byl totiž Villefortův otec, a dopis by mohl zhoršit Villefortovo profesionální postavení.

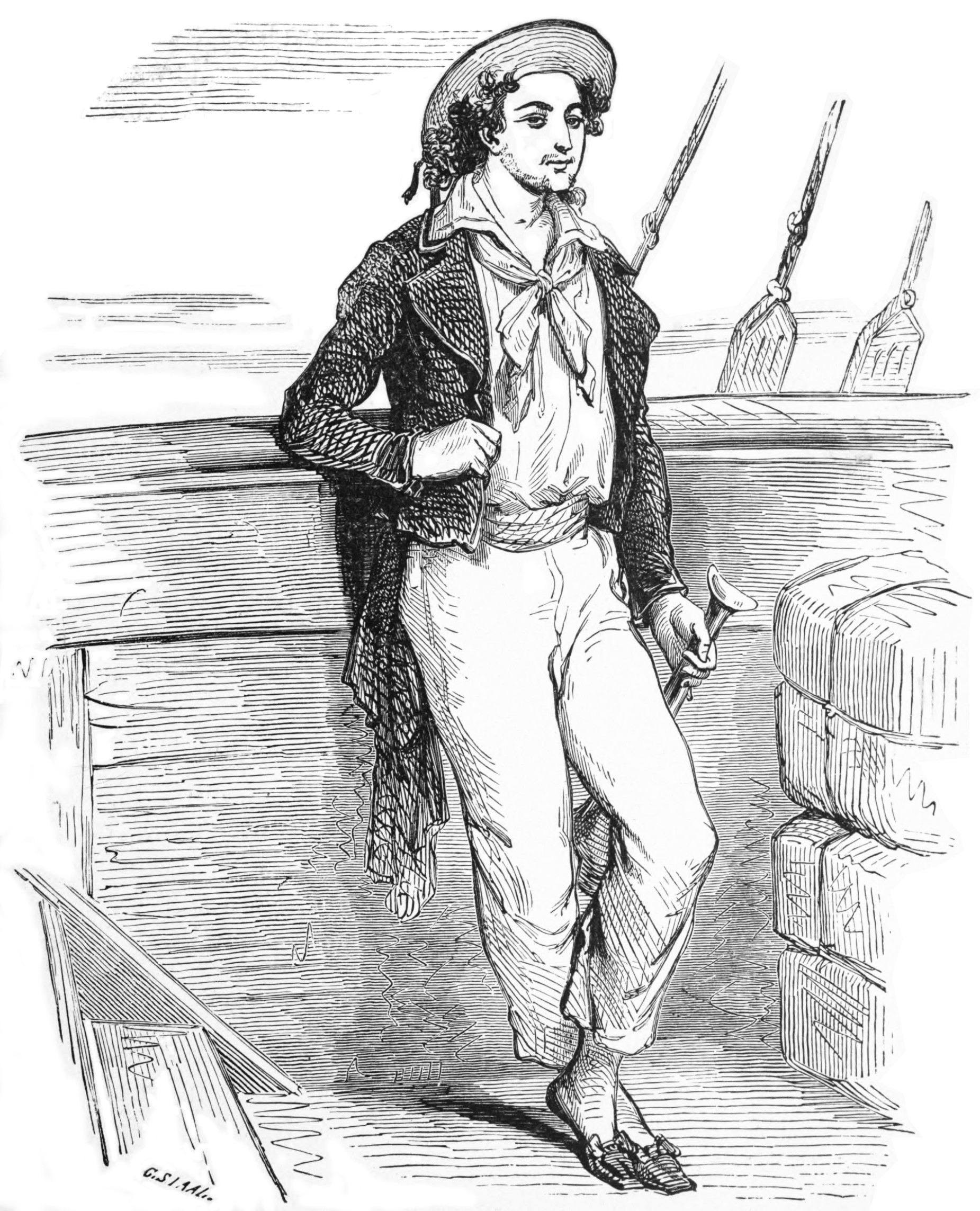
Edmond Dantès, ilustrace
k románu

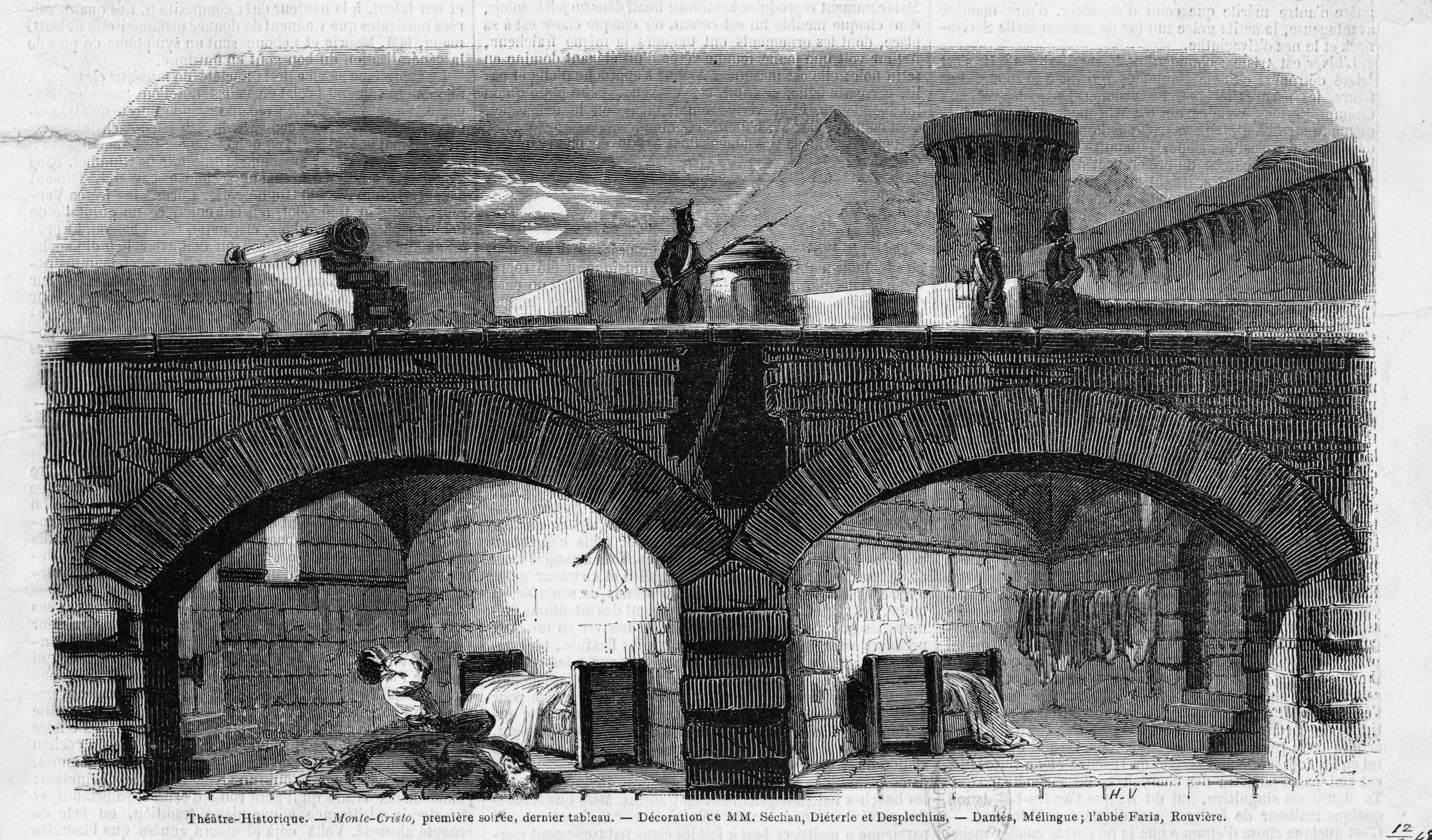
Ilustrace z roku 1848

Edmond Dantès strávil ve vězení bez soudu čtrnáct let. Ze začátku věznění ho sžírala samota a pokoušel se o sebevraždu, ale později se k němu ze sousední vězeňské cely prokopal Abbé Faria. Doufal, že jím vykopaná chodba povede k moři, ale zmýlil se. Edmond v něm našel přítele a učitele. Faria mu pomohl odhalit zradu, které se na něm dopustili jeho proradní přátelé. Kopali další chodbu, která jim měla přinést svobodu, ale abbé trpěl dědičnou chorobou a pomalu umíral. Naučil Edmonda jazyky, ekonomii, právo a jiné. Než abbé zemřel, svěřil Edmondovi tajemství o ztraceném pokladu kardinála Spady. Když Abbé zemřel, Edmond jeho tělo ukryl ve své cele a sám se ukryl do jeho pohřebního rubáše, v němž chtěli strážní abbého pohřbít (tak jako každého zemřelého vězně) a nechal se vhodit do moře. Ve vodě se z pohřebního pytle za pomoci nože vysvobodil a uplaval. Jako trosečníkovi mu pomohla posádka pašerácké lodi a na své přání byl vysazen na malém ostrově Montecristo, kde posléze opravdu našel obrovský poklad.
Po nějaké době se Edmond vrátil (pod jménem lord Wilmore) do Marseille. Zjistil, že jeho otec zemřel hladem, protože ze smutku, že ztratil syna, odmítal jíst. Od přítele Caderousse, jehož navštívil jako abbé Busoni a který nyní vlastnil hostinec U Gardského mostu, se dozvěděl, co se stalo s ostatními. Fernando se stal hrabětem Morcefem a oženil se s Mercedes, manželé spolu měli syna Alberta. Danglars se stal baronem a vlastnil banku. Morrelově společnosti hrozil bankrot. Edmond daroval Caderoussovi za tyto informace diamant. Caderousse se ho pokusil prodat, přičemž zavraždil klenotníka, získal tak peníze a diamant mu zůstal. Svědkem této události se stal podvodník Bertuccio, který byl za tuto vraždu zatčen. Zachránil ho abbé Busoni a později jej najal do svých služeb, tentokrát již Edmond vystupoval jako hrabě Monte Cristo. Obratně se odměnil příteli Morrelovi a začal spřádat plány své pomsty.
Prvním na řadě byl Danglars, kterého Dantès chtěl s pomocí lupiče Luigiho Vampy utýrat hladem, ale nakonec jej jen obratnou manipulací přivedl k bankrotu. Pak se postaral o zveřejnění Villefortova tajemství, kterým bylo odložení jeho nemanželského syna, z něhož vyrostl bezskrupulózní zloděj a vrah. Poslední zaplatil Mondego, když Dantès odhalil jeho hanebný zločin vojenské zrady. Dantès také odhalil pravou identitu hraběte Morcefa, a tak Fernando po odsouzení veřejností i vlastní rodinou spáchal sebevraždu. Dantès se smiloval jen nad Mondegovým synem Albertem, protože jej o jeho život přišla požádat sama Mercedes. Jejich láska byla však již navždy ztracena a Dantès odplul začít nový život s mladou otrokyní Haydée.
Z vedlejších postav jsou důležití Morrelův syn Maxmilián a Villefortova dcera Valentina, kteří se do sebe zamilují. Právě u Valentiny Dantès pozná, že jeho pomsta má své hranice, za které nemůže jít, protože by ublížil těm, které chtěl naopak odměnit. Valentině navíc jde o život u druhé Villefortovy manželky, která ji chce zabít, aby zajistila dědictví pro svého syna. Dantès proto Valentinu její fingovanou smrtí dostane ven z rodiny, aby se mohla vdát za Morrela. Při mnoha adaptacích je tato vedlejší dějová linie opomíjena.

## Postavy

### Edmond Dantès a jeho přezdívky
- Edmond Dantès (* 1796): Námořník s dobrou perspektivou, zasnoubený s Mercédès (1815). Po své proměně v hraběte Monte Christa (ve 30. letech 19. století), své pravé jméno odhalí svým nepřátelům, jakmile je každá jednotlivá pomsta vykonána. V průběhu románu se zamiluje do Haydée.
- Hrabě Monte Cristo: Identita, kterou Dantès přijme, když se dostane z vězení a získá své obrovské jmění. Hrabě Monte Christo je proto obvykle spojován s chladem a hořkostí, které pramení z existence založené výhradně na pomstě. Postava považuje Lorda Wilmora za svého soupeře.
- Hlavní úředník bankovní společnosti Thomson & French, Angličan.
- Lord Wilmore: Angličan, postava v níž Dantès koná náhodné skutky štědrosti.
- Sindibád Námořník: Postava, kterou užívá Dantès, když zachraňuje rodinu Morrelových a když obchoduje s pašeráky a zbojníky.
- Abbé Busoni: Postava italského kněze s církevní autoritou.
- Monsieur Zaccone: Dantès, v přestrojení za abbého Busoniho a opět jako lord Wilmore sdělí panu Bovillovi, bývalému vězeňskému inspektorovi, že pravé jméno hraběte Monte Crista je Zaccone.
- Číslo 34: Jméno, které mu dal nový guvernér pevnosti d'If. Zjistil, že zjistit Dantèsovo pravé jméno by bylo příliš zdlouhavé, a tak ho oslovoval číslem jeho cely.
- Malťan: Pod tímto jménem byl znám po své záchraně pašeráky z ostrova île Tiboulen.

### Dantèsovi spojenci
- Abbé Faria: Italský kněz a mudrc, uvězněn (1815) v pevnosti d'If. Edmonův nejdražší přítel jeho mentor a učitel, když byl Dantès uvězněn. Na smrtelné posteli odhalil Edmodovi skrytý poklad na ostrově Monte Cristo. Částečně vychází z osoby Abbého Farii.
- Giovanni Bertuccio: Správce a věrný služebník hraběte Monte Crista. Hrabě jej porpvé potkal jako postava abbého Busoniho, zpovědník Bertuccia, jehož minulost je spjata s M. de Villefortovou. Bertucciva švagrová Assunta byla adoptivní matkou Benedetta.
- Luigi Vampa: Slavný italský lupič a uprchlík.
- Peppino: Bývalý pastýř se stane členem Vampova gangu. Hrabě zařídí, aby byla jeho veřejná poprava v Římě zmírněna, což ho přiměje k loajalitě vůči hraběti.
- Ali: Hrabětův němý nubíjský otrok.
- Baptistin: Hrabětův komorník.
- Jacopo: Chudý pašerák, který pomohl Dantèsovi přežít po útěku z vězení. Když Jacopo projevil svojí věrnost, Dantès jej odměnil vlastní lodí a posádkou.
- Haydée (případně Haidee): Mladá a krásná otrokyně hraběte. Je dcerou Aliho Paši Janinského. Koupil ji zotročenou, protože její otec byl zabit, je součástí Dantèsova plánu, jak se pomstít Fernandovi. Na konci knihy se s hrabětem stanou milenci.

### Morcerfova rodina
- Mercédès Mondegová (za svobodna Herreraová): Katalánská dívka zasnoubená (1815) s Edmondem Dantèsem. Později se vdá za Fernanda, mají spolu syna Alberta. Sžírá ji pocit viny za Edmondovo zmizení a je schopna jej okamžitě poznat (ve 30. letech 19. století), když se znovu setkají. Na konci se vrací do Marseille, bydlí v domě poskytnutém hrabětem a modlí se za Alberta. Je vykreslena jako soucitná, laskavá a starostlivá žena, která myslí více na své blízké než sama na sebe.
- Fernand Mondego: Hrabě de Morcerf, Dantèsův protivník o přízeň ke své sestřenici Mercédès. Fernand  je katalánský rybář ve španělské vesnici poblíž Marseille (1815). Pomáhá Danglarsovi zničit Edmonda zasláním výpovědi, v zoufalém ale úspěšném pokusu oddělit ho od Mercédès. Ožení se s ní, získá generálskou hodnost ve francouzské armádě a získává šlechtický titul v Chambre des Pairs, zradu Ali Paši Janinského a prodánání jeho dcery Haydée a její matky Vasiliki do otroctví, uchovává v tajnosti. V celé knize projevuje hlubokou náklonnost a péči o svou ženu a syna. Život ukončí sebevraždou (ve 30. letech 19. století) v zoufalství nad ztrátou Mercédès a Alberta, kteří se ho zřeknou, když odhalí jeho skryté zločiny.
- Albert, vikomt de Morcerf: Syn Mercédès a Fernanda. Je popisován jako dobrosrdečný, veselý a bezstarostný mladý muž, rovněž má rád hraběte Monte Crista, kterého považuje za přítele. Jakmile zjistí pravdu o válečných zločinech svého otce v Africe a o falešném obvinění Edmonda Dantèse, rozhodne se se svou matkou opustit svůj domov. Začne nový život jako voják pod jménem Herrera (jméno matky za svobodna), odchází do Afriky, aby našel štěstí a očistil čest své rodiny.

### Danglarsova rodina
- Baron Danglars: Dantèsův žárlivý poddůstojník (1815) a strůjce jeho uvěznění, napsal udavačský dopis, který následně Fernard zaslal. Později je bohatým bankéřem, ale zkrachuje a zůstane mu jen 50 000 franků, poté co ukradl 5 000 000 franků.
- Madame Hermine Danglars (formálně Baronka Hermine de Nargonne, za svobodna de Servieux): Když ovdověla, měla poměr s Gérardem de Villefortem, který byl ženatý. Měli spolu nemanželského syna, Benedetta.
- Eugénie Danglars: Dcera Barona Danglarse and Hermine Danglarsové. Je svobodomyslná a touží se stát nezávislou umělkyní.

### Villefortova rodina
- Gérard de Villefort: Královský prokurátor, který v roce 1815 uvězní Dantèse, aby ochránil svojí kariéru. Po odhalení jeho zločinů zešílí (30. léta 19. století).
- Renée de Villefort (za svobodna de Saint-Méran): Villefortova první žena, matka Valentiny.
- Markýz a Markýza de Saint-Méran: Rodiče Renée.
- Valentina de Villefort: Dcera Gérarda de Villeforta a jeho první ženy Renée. Je 19letá dívka s kaštanovými vlasy, tmavýma modrýma očima, s „dlouhýma bílýma rukama“. Přestože je zasnoubená s Baronem Franzem d'Épinay, miluje Maximiliena Morrela.
- Monsieur Noirtier de Villefort: Otec Gérarda de Villeforta a děd Valentiny, Édouarda a nevědomě Benedetta. Angažovaný antiroyalista, je součástí spiknutí, které mělo obnovit moc Napoleona, do kterého se zaplete Dantès (1815). Od 30. let 19. století je paralyzovaný, komunikovat může pouze pohybem očí, ale zachovává si duševní schopnosti a působí jako ochránce Valentiny.
- Héloïse de Villefort: Vražedná druhá manželka Gérarda, matka Édouarda
- Édouard de Villefort: Jediný legitimní syn Villeforta.
- Benedetto: Nelegitimní syn Villeforta a baronky Herminy Danglarsové, vychován Bertucciem a jeho švagrovou Assuntou v Roglianu. Když se svými hulvátskými přáteli Assuntu mučí a snaží se ji okrást, omylem ji zabijí. Uteče a později se v Paříži stane „Andreou Cavalcantim“.

### Morrelova rodina
- Pierre Morrel: Dantèsův zaměstnavatel, majitel rejdařství Morrel & Syn. Pokouší se (1815) získat Dantèsovu svobodu, ale neúspěšně. Později je na pokraji bankrotu. On i jeho rodina jsou zachráněni Hrabětem (Sindibádem Námořníkem)
- Maximilien Morrel: Syn Pierra Morrela, kapitán v armádě, který se stane Dantèsovým přítelem. Miluje Valentineu de Villefortovou.
- Julie Herbault: Dcera Pierra Morrela, manželka Emmanuela Herbaulta.
- Emmanuel Herbault: Zaměstnanec rejdařství Morrel & Syn, který se ožení s Julii Morrelovou a posléze pokračuje v podnikání.

## Hrabě Monte Cristo jako inspirace
Hrabě Monte Cristo se řadí k nejproslulejším románům 19. století a jako takový se stal inspirací pro mnoho dalších autorů. Dočkal se nesčetných filmových, divadelních a muzikálových adaptací a inspiroval řadu dalších spisovatelů.
Již roku 1853 napsal Portugalec Alfredo Possolo Hogan (1830–1865) román A Mão do Finado přímo navazující na Hraběte Monte Crista. Román okamžitě vyšel (a to dříve než v originálním znění) pod Dumasovým jménem ve francouzském překladu pod názvem La main du défunt (Ruka zemřelého).
Jiné pokračování, také ještě za Dumasova života, vytvořil roku 1856 německý spisovatel dobrodružných románů Adolf Mützelburg (1831–1882) pod názvem Herr der Welt (Pán světa).
K velmi známým Dumasovým epigonům pak patří především Francouz Jules Lermina (1831–1882), autor románů Le Fils de Monte-Cristo (1881, Syn hraběte Monte Crista) a Le Trésor de Monte-Cristo (1881, Poklad hraběte Monte Crista).
Silná inspirace románem je patrná i v díle Julese Verna Matyáš Sandorf (Nový hrabě Monte Cristo) z roku 1885.
Francouz Paul Mahalin (1838–1899) napsal román Mademoiselle Monte Cristo (1896, Slečna Monte Cristo).
Mimo jiné byl román zpracován také jako japonský animovaný seriál Gankutsuou.

## Filmové adaptace
Román Hrabě Monte Cristo byl mnohokrát zfilmován; první tři adaptace pocházejí z roku 1908.
- 1908: Il Conte di Montecristo, Itálie, režie Luigi Maggi a Arturo Ambrosio
- 1908: Le Prisonnier du Château d'If, Francie, režie Victorin Jasset
- 1908: The Count of Monte Cristo, Spojené státy americké, režie Francis Boggs
- 1912: Il Conte di Montecristo, Itálie, režie Giuseppe De Liguoro
- 1912: The Count of Monte Cristo, Spojené státy americké, režie Colin Campbell
- 1913: Le Comte de Monte-Cristo, Francie, režie Michel Carré
- 1913: The Count of Monte Cristo, Spojené státy americké, režie Edwin S. Porter a Joseph Golden
- 1915: Die Totenhand des Grafen von Monte Cristo, Německo, režie Hans Otto Löwenstein
- 1918: Le Comte de Monte-Cristo, Francie, režie Henri Pouctal
- 1921: Der Graf von Monte Cristo Německo/Rakousko
- 1922: Monte Cristo, Spojené státy americké, režie Emmett J. Flynn
- 1929: Monte Cristo, Francie, režie Henri Fescourt
- 1934: The Count of Monte Cristo, Spojené státy americké, režie Rowland V. Lee
- 1942: El Conde de Montecristo, Mexiko, režie  Roberto Gavaldón a Chano Urueta
- 1943: Le Comte de Monte-Cristo, Francie, režie Robert Vernay
- 1948: Le Secret de Monte-Cristo, Francie, režie Albert Valentin
- 1953: El Conde de Monte Cristo, Argentina, režie Leon Klimovsky
- 1954: Le Comte de Monte-Cristo, Francie/Itálie, režie Robert Vernay
- 1961: Le Comte de Monte-Cristo, Francie, režie Claude Autant-Lara
- 1968: Sous le signe de Monte-Cristo, Francie, režie André Hunebelle
- 1975: The Count of Monte Cristo, Spojené království, režie David Greene
- 2002: The Count of Monte Cristo, Spojené státy americké, režie Kevin Reynolds
- 2024: Le Comte de Monte-Cristo, Francie, režie Alexandre de La Patellière a Matthieu Delaporte[1]

## Česká vydání
Uvedena jsou pouze první vydání překladů, mnohé se dočkaly dalších reedic.
- Hrabě z Monte-Christa I., A. G. Steinhauser, Praha 1861, přeložil Jan Aleš Šubert a Hrabě Monte Kristo II.–VI., A. G. Steinhauser, Praha 1862, přeložil Pavel Josef Šulc pod značkou P. Š. T-ý.
- Hrabě Monte Kristo, Bedřich Kočí, Praha 1909–1910, přeložila Zdenka Vrlová
- Hrabě Monte Christo, Antonín Svěcený, Praha 1916–1917, přeložila Helena Malířová
- Hrabě Monte Christo, B. Kraft, Praha 1919–1920, přeložil A. P
- Hrabě de Monte Christo, Alois Hynek, Praha 1921, přeložil Pavel Projsa
- Hrabě Monte Christo, Bedřich Kočí, Praha 1929, přeložil Vítězslav Unzeitig
- Hrabě Monte Cristo, Mladá fronta, Praha 1957, přeložili Milena Tomášková a Jan Vladislav

### Dílo dostupné online
- DUMAS, Alexandre. Hrabě de Monte-Cristo: román [online]. Překlad Emma Horká.  Praha: Jos. R. Vilímek, 1924–1925. (Spisy Alex. Dumasa). Dostupné online.
- DUMAS, Alexandre. Hrabě Monte Kristo [online].  Praha: Rodinná knihovna Henning Franzen, 1927. (Rodinná knihovna). Zkrácené vydání. Dostupné online.
- DUMAS, Alexandre. Hrabě Monte Cristo I [online]. Překlad Milena Tomášková. 1. elektron. vyd. Městská knihovna v Praze, 2021-02-19. Vychází z vyd. v Mladé frontě v Praze r. 1975. Dostupné online. ISBN 978-80-274-1140-5.
- DUMAS, Alexandre. Hrabě Monte Cristo II [online]. Překlad Milena Tomášková. 1. elektron. vyd. Městská knihovna v Praze, 2021-02-26. Vychází z vyd. v Mladé frontě v Praze r. 1975. Dostupné online. ISBN 978-80-274-1143-6.

### Vydání Dumasových pokračovatelů
- Adolf Mützelburg: Pán světa, A. G. Steinhauser, Praha 1863–1864, přeložil P. Š. T-ý
- Adolf Mützelburg: Světa pán, Antonín Svěcený, Praha 1917, přeložil J. S.
- A. Sam Weller: Monte Christo a jeho žena: pedant k románu A. Dumasovu Hrabě Monte Christo. Hanácké knihkupectví J. Pátka, Vyškov 1919, přeložil Richard Jiřík
- Alfredo Possolo Hogan: Mrtvá ruka, František Jiroušek, Praha 1925, přeložil Karel Weinfurter, kniha vyšla pod jménem Alexandra Dumase
- Jules Lermina: Konec hraběte Monte Christo, Antonín Plechatý, Praha 1929, přeložil A. Chlumský
- Adolf Mützelburg: Pán světa, Josef Richard Vilímek, Praha 1930, přeložil Josef Zpěváček
- Adolf Mützelburg: Závěť hraběte de Monte Christo, Agentura Cesty, Praha 1991, přeložil Karel Princ